# Рьё, Андре
Андре Леон Мари Николя Рьё (нидерл. André Léon Marie Nicolas Rieu; род. 1 октября 1949, Маастрихт, Нидерланды) — нидерландский дирижёр и скрипач, называемый в прессе Королём вальса вслед за Иоганном Штраусом-сыном. Сын дирижёра Андре Рьё-старшего.

## Биография
Учился в Льеже, затем в Маастрихте, в 1977 г. окончил Брюссельскую консерваторию; среди учителей Рьё были, в частности, Андре Гертлер и Герман Кребберс. Играл вторую скрипку в Лимбургском симфоническом оркестре под руководством своего отца.
Основав Маастрихтский салонный оркестр, состоявший буквально из нескольких музыкантов, Рьё выступал с ними в голландских домах престарелых, исполняя венские вальсы. В 1987 г. под руководством Рьё возник Оркестр Иоганна Штрауса, первоначально включавший 12 исполнителей. В 1992 г. оркестр записал первый диск, «С Рождеством Христовым» (англ. Merry Christmas); в 1994 году запись Второго вальса из Сюиты для эстрадного оркестра Дмитрия Шостаковича сделала Рьё и его новый коллектив знаменитым по всем Нидерландам, а второй альбом, «Штраус и компания» (англ. Strauß & Co.), около года не покидал национальный Top100. Запись вальса Шостаковича использована в музыкальном оформлении фильма Стэнли Кубрика «С широко закрытыми глазами».
В дальнейшем Рьё со своим оркестром широко гастролировал по миру, выпускал до семи альбомов (студийных и концертных) в год, увеличил состав оркестра до 50-55 музыкантов. К 2008 г. альбомы Рьё были проданы в количестве 27 миллионов экземпляров.
Популярным в исполнении Рьё в сопровождении управляемого им оркестра Иоганна Штрауса стал вальс Энтони Хопкинса «И вальс продолжается» (англ. And The Waltz Goes On).

## Критика
Эстрадная манера Рьё, включающая разнообразные элементы шоу, вызывает значительную долю критики. Известный певец Томас Квастхофф заметил, в частности, что от игры Рьё «Страдивари переворачивается в гробу», а одна из нидерландских радиостанций классической музыки использовала слоган «Никаких Рьё — гарантия 100 %!» (англ. Guaranteed 100% Rieu-free!).